# Myrmecophantes bifasciata
Myrmecophantes bifasciata là một loài bướm đêm trong họ Geometridae.